# Plaza Andrés Bello (Caracas)
La Plaza Andrés Bello es un espacio público ubicado en la avenida del mismo nombre, en la Parroquia El Recreo de Caracas, Venezuela.

## Historia
La plaza fue inaugurada en 1956, por el presidente venezolano Marcos Pérez Jiménez, en honor del caraqueño Andrés Bello. Se diseñó con piso de mármol italiano, una estatua y dos fuentes en forma de círculo; pero años después, la plaza comenzó a mostrar signos de deterioro, tanto que a finales de la década de 1960, ya las fuentes no funcionaban. 
A finales de los años 1990, todavía permanecían dañadas las fuentes, mientras que la plaza carecía de alumbrado, y además, existían problemas de inseguridad. En 2002, la Alcaldía de Libertador, bajo la administración de Freddy Bernal, emprendió la reestructuración de la plaza, un proceso que se demoró hasta finales de 2008.